# Senatori del Michigan
Il Michigan fu ammesso nell'Unione il 26 gennaio 1837, elegge senatori di classe 1 e 2. Gli attuali senatori sono i democratici Elissa Slotkin e Gary Peters.

## Elenco

### Classe 1
| N.      | Foto    | Senatore               | Partito                     | Carica           | Carica           | Congresso                                                             | Mandati | Elezioni |                       |
| N.      | Foto    | Senatore               | Partito                     | Inizio           | Termine          | Congresso                                                             | Mandati | Elezioni |                       |
| ------- | ------- | ---------------------- | --------------------------- | ---------------- | ---------------- | --------------------------------------------------------------------- | ------- | --- | --------------------- |
| 1       |         | Lucius Lyon            | Jacksoniano poi Democratico | 26 gennaio 1837  | 4 marzo 1839     | 24 · 25                                                               | 1 1⁄2   | 1835 Non ricandidatosi                                                                                               |                       |
| Vacante | Vacante | Vacante                | Vacante                     | Vacante          | 4 marzo 1839     | 20 gennaio 1840                                                       | 26      | Elezione non riuscita                                                                                                | Elezione non riuscita |
| 2       |         | Augustus S. Porter     | Whig                        | 20 gennaio 1840  | 3 marzo 1845     | 26 · 27 · 28                                                          | 1⁄2     | 1840 Non ricandidatosi                                                                                               |                       |
| 3       |         | Lewis Cass             | Democratico                 | 4 marzo 1845     | 29 maggio 1848   | 29 · 30                                                               | 1⁄2     | 1844 Dimessosi per candidarsi come presidente                                                                        |                       |
| Vacante | Vacante | Vacante                | Vacante                     | 29 maggio 1848   | 8 giugno 1848    | 30                                                                    |         | |                       |
| 4       |         | Thomas Fitzgerald      | Democratico                 | 8 giugno 1848    | 3 marzo 1849     | 30                                                                    | 1⁄2     | Nominato per continuare il mandato di Cass                                                                           |                       |
| 5       |         | Lewis Cass             | Democratico                 | 4 marzo 1849     | 3 marzo 1857     | 31 · 32 · 33 · 34                                                     | 1 1⁄2   | Eletto per terminare il mandato di Cass · 1850 Non ricandidatosi                                                     |                       |
| 6       |         | Zachariah Chandler     | Repubblicano                | 4 marzo 1857     | 3 marzo 1875     | 35 · 36 · 37 · 38 · 39 · 40 · 41 · 42 · 43                            | 3       | 1857 · 1863 · 1869 Perse la rielezione                                                                               |                       |
| 7       |         | Isaac P. Christiancy   | Repubblicano                | 4 marzo 1875     | 10 febbraio 1879 | 44 · 45                                                               | 1⁄2     | 1874 Dimessosi per malattia                                                                                          |                       |
| Vacante | Vacante | Vacante                | Vacante                     | 10 febbraio 1879 | 22 febbraio 1879 | 45                                                                    |         | |                       |
| 8       |         | Zachariah Chandler     | Repubblicano                | 22 febbraio 1879 | 1 novembre 1879  | 45 · 46                                                               | 1⁄2     | Eletto per terminare il mandato di Christiancy Deceduto                                                              |                       |
| Vacante | Vacante | Vacante                | Vacante                     | 1 novembre 1879  | 17 novembre 1879 | 46                                                                    |         | |                       |
| 9       |         | Henry P. Baldwin       | Repubblicano                | 17 novembre 1879 | 3 marzo 1881     | 46                                                                    | 1⁄2     | Nominato per continuare il mandato di Christiancy · Eletto per terminare il mandato di Christiancy Non ricandidatosi |                       |
| 10      |         | Omar D. Conger         | Repubblicano                | 4 marzo 1881     | 3 marzo 1887     | 47 · 48 · 49                                                          | 1       | 1881 Non ottenne la ricandidatura                                                                                    |                       |
| 11      |         | Francis B. Stockbridge | Repubblicano                | 4 marzo 1887     | 3 aprile 1894    | 50 · 51 · 52 · 53                                                     | 1 1⁄2   | 1887 · 1893 Deceduto                                                                                                 |                       |
| Vacante | Vacante | Vacante                | Vacante                     | 30 aprile 1894   | 5 maggio 1894    | 53                                                                    |         | |                       |
| 12      |         | John Patton Jr.        | Repubblicano                | 5 maggio 1894    | 24 gennaio 1895  | 53                                                                    | 1⁄2     | Nominato per continuare il mandato di Stockbridge Perse la rielezione                                                |                       |
| 13      |         | Julius C. Burrows      | Repubblicano                | 24 gennaio 1895  | 3 marzo 1911     | 53 · 54 · 55 · 56 · 57 · 58 · 59 · 60 · 61                            | 2 1⁄2   | Eletto per terminare il mandato di Stockbridge · 1899 · 1905 Non ottenne la ricandidatura                            |                       |
| 14      |         | Charles E. Townsend    | Repubblicano                | 4 marzo 1911     | 3 marzo 1923     | 62 · 63 · 64 · 65 · 66 · 67                                           | 2       | 1911 · 1916 Perse la rielezione                                                                                      |                       |
| 15      |         | Woodbridge N. Ferris   | Democratico                 | 4 marzo 1923     | 23 marzo 1928    | 68 · 69 · 70                                                          | 1⁄2     | 1922 Deceduto |                       |
| Vacante | Vacante | Vacante                | Vacante                     | 23 marzo 1928    | 31 marzo 1928    | 70                                                                    |         | |                       |
| 16      |         | Arthur H. Vandenberg   | Repubblicano                | 31 marzo 1928    | 18 aprile 1951   | 70 · 71 · 72 · 73 · 74 · 75 · 76 · 77 · 78 · 79 · 80 · 81 · 82        | 3 1⁄2   | Eletto per terminare il mandato di Ferris · 1928 · 1934 · 1940 · 1946 Deceduto                                       |                       |
| Vacante | Vacante | Vacante                | Vacante                     | 18 aprile 1851   | 23 aprile 1851   | 82                                                                    |         | |                       |
| 17      |         | Blair Moody            | Democratico                 | 23 aprile 1951   | 4 novembre 1952  | 82                                                                    | 1⁄2     | Nominato per continuare il mandato di Vandenberg Perse la rielezione                                                 |                       |
| 18      |         | Charles E. Potter      | Repubblicano                | 5 novembre 1952  | 3 gennaio 1959   | 82 · 83 · 84 · 85                                                     | 1 1⁄2   | Eletto per terminare il mandato di Vandenberg · 1952 Perse la rielezione                                             |                       |
| 19      |         | Philip Hart            | Democratico                 | 3 gennaio 1959   | 26 dicembre 1976 | 86 · 87 · 88 · 89 · 90 · 91 · 92 · 93 · 94                            | 3       | 1958 · 1954 · 1970 Deceduto                                                                                          |                       |
| Vacante | Vacante | Vacante                | Vacante                     | 26 dicembre 1976 | 30 dicembre 1976 | 94                                                                    |         | |                       |
| 20      |         | Donald Riegle          | Democratico                 | 30 dicembre 1976 | 3 gennaio 1995   | 94 · 95 · 96 · 97 · 98 · 99 · 100 · 101 · 102 · 103                   | 3       | 1976 · 1982 · 1988 Non ricandidatosi                                                                                 |                       |
| 21      |         | Spencer Abraham        | Repubblicano                | 3 gennaio 1995   | 3 gennaio 2001   | 104 · 105 · 106                                                       | 1       | 1994 Perse la rielezione                                                                                             |                       |
| 22      |         | Debbie Stabenow        | Democratico                 | 3 gennaio 2001   | 3 gennaio 2025   | 107 · 108 · 109 · 110 · 111 · 112 · 113 · 114 · 115 · 116 · 117 · 118 | 4       | 2000 · 2006 · 2012 · 2018 Non ricandidatasi                                                                          |                       |
| 23      |         | Elissa Slotkin         | Democratico                 | 3 gennaio 2025   | in carica        | 119 · 120 · 121                                                       | 1       | 2024 |                       |

### Classe 2
| N.      | Foto    | Senatore              | Partito                     | Carica            | Carica            | Congresso                                                                                             | Mandati | Elezioni                                                                        |
| N.      | Foto    | Senatore              | Partito                     | Inizio            | Termine           | Congresso                                                                                             | Mandati | Elezioni                                                                        |
| ------- | ------- | --------------------- | --------------------------- | ----------------- | ----------------- | --- | ------- | ------------------------------------------------------------------------------- |
| 1       |         | John Norvell          | Jacksoniano poi Democratico | 26 gennaio 1837   | 3 marzo 1841      | 24 · 25 · 26                                                                                          | 1       | 1835 Non ricandidatosi                                                          |
| 2       |         | William Woodbridge    | Whig                        | 4 marzo 1841      | 3 marzo 1847      | 27 · 28 · 29                                                                                          | 1       | 1841 Non ricandidatosi                                                          |
| 3       |         | Alpheus Felch         | Democratico                 | 4 marzo 1847      | 3 marzo 1853      | 30 · 31 · 32                                                                                          | 1       | 1847 Non ricandidatosi                                                          |
| 4       |         | Charles E. Stuart     | Democratico                 | 4 marzo 1853      | 3 marzo 1859      | 33 · 34 · 35                                                                                          | 1       | 1853 Non ricandidatosi                                                          |
| 5       |         | Kinsley S. Bingham    | Repubblicano                | 4 marzo 1859      | 5 ottobre 1861    | 36 · 37                                                                                               | 1⁄2     | 1858 Deceduto                                                                   |
| Vacante | Vacante | Vacante               | Vacante                     | 5 ottobre 1861    | 17 gennaio 1862   | 37 |         |                                                                                 |
| 6       |         | Jacob M. Howard       | Repubblicano                | 17 gennaio 1862   | 3 marzo 1871      | 37 · 38 · 39 · 40 · 41                                                                                | 1 1⁄2   | Eletto per terminare il mandato di Bingham · 1865                               |
| 7       |         | Thomas W. Ferry       | Repubblicano                | 4 marzo 1871      | 3 marzo 1883      | 42 · 43 · 44 · 45 · 46 · 47                                                                           | 2       | 1871 · 1877 Perse la rielezione                                                 |
| 8       |         | Thomas W. Palmer      | Repubblicano                | 4 marzo 1883      | 3 marzo 1889      | 48 · 49 · 50                                                                                          | 1       | 1883 Non ricandidatosi                                                          |
| 9       |         | James McMillan        | Repubblicano                | 4 marzo 1889      | 10 agosto 1902    | 51 · 52 · 53 · 54 · 55 · 56 · 57                                                                      | 2 1⁄2   | 1889 · 1895 · 1901 Deceduto                                                     |
| Vacante | Vacante | Vacante               | Vacante                     | 10 agosto 1902    | 27 settembre 1902 | 57 |         |                                                                                 |
| 10      |         | Russell A. Alger      | Repubblicano                | 27 settembre 1902 | 24 gennaio 1907   | 57 · 58 · 59                                                                                          | 1⁄2     | Eletto per terminare il mandato di McMillan Deceduto                            |
| Vacante | Vacante | Vacante               | Vacante                     | 24 gennaio 1907   | 9 febbraio 1907   | 59 |         |                                                                                 |
| 11      |         | William A. Smith      | Repubblicano                | 9 febbraio 1907   | 3 marzo 1919      | 59 · 60 · 61 · 62 · 63 · 64 · 65                                                                      | 2 1⁄2   | Eletto per terminare il mandato di McMillan · 1907 · 1913 Non ricandidatosi     |
| 12      |         | Truman Handy Newberry | Repubblicano                | 4 marzo 1919      | 18 novembre 1922  | 66 · 67                                                                                               | 1⁄2     | 1918 Dimessosi                                                                  |
| Vacante | Vacante | Vacante               | Vacante                     | 18 novembre 1922  | 29 novembre 1922  | 67 |         |                                                                                 |
| 13      |         | James J. Couzens      | Repubblicano                | 29 novembre 1922  | 22 ottobre 1936   | 67 · 68 · 69 · 70 · 71 · 72 · 73 · 74                                                                 | 2       | Eletto per terminare il mandato di Newberry · 1924 · 1930 Deceduto              |
| Vacante | Vacante | Vacante               | Vacante                     | 22 ottobre 1936   | 19 novembre 1936  | 74 |         |                                                                                 |
| 14      |         | Prentiss M. Brown     | Democratico                 | 19 novembre 1936  | 3 gennaio 1943    | 74 · 75 · 76 · 77                                                                                     | 1 1⁄2   | Nominato per terminare il mandato di Couzen · 1936 Perse la rielezione          |
| 15      |         | Homer S. Ferguson     | Repubblicano                | 3 gennaio 1943    | 3 gennaio 1955    | 78 · 79 · 80 · 81 · 82 · 83                                                                           | 2       | 1942 · 1948 Perse la rielezione                                                 |
| 16      |         | Patrick V. McNamara   | Democratico                 | 3 gennaio 1955    | 30 aprile 1966    | 84 · 85 · 86 · 87 · 88 · 89                                                                           | 1 1⁄2   | 1954 · 1960 Deceduto                                                            |
| Vacante | Vacante | Vacante               | Vacante                     | 30 aprile 1966    | 11 maggio 1966    | 89 |         |                                                                                 |
| 17      |         | Robert P. Griffin     | Repubblicano                | 11 maggio 1966    | 3 gennaio 1979    | 89 · 90 · 91 · 92 · 93 · 94 · 95                                                                      | 2 1⁄2   | Nominato per terminare il mandato di McNamara · 1966 · 1972 Perse la rielezione |
| 18      |         | Carl Levin            | Democratico                 | 3 gennaio 1979    | 3 gennaio 2015    | 96 · 97 · 98 · 99 · 100 · 101 · 102 · 103 · 104 · 105 · 106 · 107 · 108 · 109 · 110 · 111 · 112 · 113 | 6       | 1978 · 1984 · 1990 · 1996 · 2002 · 2008 Non ricandidatosi                       |
| 19      |         | Gary Peters           | Democratico                 | 3 gennaio 2015    | In carica         | 114 · 115 · 116 · 117 · 118 · 119                                                                     | 2       | 2014 · 2020                                                                     |